# ネクステージ (自動車販売)
株式会社ネクステージ（英語: NEXTAGE Co., Ltd.）は、名古屋市中区に本社を置く新車と中古車の販売会社である。

## 概要
1998年12月に設立し、東海地方を中心に国内各地で自動車販売店舗を運営する。SUV車、軽自動車、セダン、スポーツ車など、扱う車種を特化する店舗もある。
2013年7月にマザーズへ上場したのち、2014年9月に東証一部へ変更し、12月に名証一部へ上場する。
2014年6月にAmazonで中古車販売を開始する。

## 沿革
- 1998年12月 - 愛知県尾張旭市で輸入車販売を目的に有限会社オートステージヒロタを設立する。
- 2002年6月 - スバル車販売を目的に株式会社ネクステージを設立する。
- 2002年8月 - 有限会社オートステージヒロタを株式会社オートステージに組織と商号を変更する。
- 2004年12月 - 株式会社オートステージが株式会社ネクステージを吸収合併し、株式会社ネクステージに商号を変更する。
- 2011年9月 - カーコーティング事業を目的に完全子会社の株式会社ASAPを設立する。
- 2013年7月 - 東京証券取引所マザーズ市場に株式を上場する。
- 2014年6月 - Amazonで中古車販売を開始する。
- 2014年9月 - 東京証券取引所市場第一部に上場市場を変更する。
- 2014年12月 - 名古屋証券取引所市場第一部に上場する。
- 2015年5月 - 本社を名古屋市中区へ移転する。
- 2015年8月 - SUV専門店「SUV LAND」を開店する。
- 2015年10月 - 兵庫県を拠点とするジーライオングループの総合メガディーラー「株式会社クインオート」と共同で出資して株式会社フォルトゥナを設立する。
- 2016年1月 - 「ボルボ・カー香里園」[9]を大阪府寝屋川市で開店する。
- 2016年4月 - 株式会社ヤナセオートシステムズと業務提携[10]する。
- 2016年7月 - 株式会社フォルトゥナが「マセラティ仙台」を仙台市泉区に開店する。
- 2016年9月 - 買取単独店ネクステージ豊橋買取専門店を開店する。
- 2017年3月 - 完全子会社の株式会社NEWを設立する。
- 2017年9月 - 「ジャガー・ランドローバー天白」を名古屋市天白区で開店する。
- 2018年3月 - 株式会社NEWが「フォルクスワーゲン大阪城東」を大阪市城東区で開店する。
- 2018年4月 - 三重県の「ジャガー・ランドローバー三重株式会社」から営業権を譲渡され、松阪市と四日市市の既存店舗を引き継ぐ。
- 2018年6月 ‐ 神奈川県の横浜トヨペットから「ウエインズインポート株式会社」を買収し、社名を「株式会社Ai」に変更して既存店舗を引き継ぐ。
- 2018年11月 - 「ボルボ・カー福井」[9] を福井市[注釈 1]で開店する。
- 2018年12月 - 大分県のヤクシンから「ボルボ・カーズ大分」[9] を引き継ぐ。
- 2018年12月 - 仙台市の「カメイオート」が横浜市都筑区で営業する「ジャガー・ランドローバー港北」を引き継ぐ。
- 2018年12月 - 名古屋市の「クリエイト」が東京都大田区で営業する「ボルボ・カーズ大田川崎」を引き継ぐ。
- 2019年4月 - オートステージ店舗をUNIVERSEとしてブランドを統一する。
- 2019年10月 - 中部国際自動車大学校と北日本自動車大学校を運営する「学校法人土岐学園」と、整備士育成で業務提携する。
- 2020年1月 - ウイルプラスホールディングスが神奈川県小田原市で営業する「ボルボ・カーズ小田原」を引き継ぐ[注釈 2]。
- 2020年11月 - 「ボルボ・カー福岡東」を福岡市東区で開店する[注釈 3]。
- 2022年2月 - ビッグモーター元常務取締役の浜脇浩次が代表取締役社長に就任[11]。
- 2023年8月24日 - 社内調査において車検や保険金請求で不正は確認されなかったとリリースした[12]。
- 2023年9月8日 - 9月6日発売の週刊文春においてネクステージの不正疑惑が報じられたことを受けて、国土交通省はネクステージに対するヒアリングを行う意向と発表[13]。
- 2023年9月11日、保険契約の捏造などの不正が発覚した件を受け、浜脇浩次が社長が辞任すると発表した[1][14]。後任については、広田靖治会長が社長を兼任する形で、同日付で就任する[1][15]。
- 2023年11月 - YouTuberのKENZO【新宿109】が公開した突撃動画により、従業員による『顧客のクレジットカード情報の不正利用』が発覚。後日、当該従業員は警察に（電子計算機使用詐欺罪容疑で）逮捕された[16]。
- 2024年2月 - 静岡県の輸入車ディーラー「エー・エル・シー」の全株を取得し連結子会社とする。
- 2025年3月 - BMWの正規ディーラー権を取得。子会社「株式会社ONEモトーレン」を設立し、愛知県のBMW正規ディーラー「名鉄AUTO」の鳴海・尾張旭・八事の3店舗を譲受し同社の運営に移行する。
- 2025年8月6日 - 金融庁は、保険金の不正請求事案を把握していたにもかかわらず十分な顧客対応や調査を実施していないなどの体制不備が見つかったとして、ネクステージに対し保険業法に基づく業務改善命令を出したと発表した[17][18]。